# Kroonaalscholver
De kroonaalscholver (Microcarbo coronatus, synoniem: Phalacrocorax coronatus) is een vogel uit de orde van Suliformes.

## Verspreiding en leefgebied
Deze soort komt voor aan de zuidwestelijke Afrikaanse kust van Namibië en Zuid-Afrika.

## Status
De grootte van de populatie is in 2021 geschat op 4300 volwassen vogels. Op de Rode lijst van de IUCN heeft deze soort de status niet bedreigd.